# Anton Mihelič
Anton Mihelič (tudi Michelitz ali Michelitsch) , slovenski zdravnik fiziolog, *  10. maj 1748, Solkan, † 19. avgust 1818, Praga.
Mihelič je najprej na Dunaju študiral filozofijo in nato medicino, iz katere je leta 1776 diplomiral. Po diplomi je postal predavatelj fiziologije in patologije na praški medicinski fakulteti (MF). Dvakrat (1788 in 1804) je bil dekan MF in 1802/1803 rektor univerze v Pragi.
Pri raziskovalnem delu se je Mihelič največ posvetil nevrofiziologiji. Njegovo najpomembnejše delo je Scrutinium hypothesos spirituum animalium (Praga, 1782) v katerem je nasprotoval avtoritativnim teorijam o obstoju živčne tekoče snovi s katero se prenaša energija in z naprednimi pogledi pripomogel, da so bila vprašanja zgradbe in funkcije živčnega sistema postavljena na nove osnove.